# József Balla
József Balla (27 luglio 1955 – Kecskemét, 18 marzo 2003) è stato un lottatore ungherese, specializzato nella lotta libera.

## Palmarès

### Olimpiadi
- 2 medaglie:
  - 2 argenti (Montréal 1976 nei +100 kg; Mosca 1980 nei +100 kg)

### Mondiali
- 2 medaglie:
  - 1 argento (Budapest 1985 nei +100 kg)
  - 1 bronzo (Losanna 1977 nei +100 kg)

### Europei
- 4 medaglie:
  - 1 oro (Budapest 1983 nei +100 kg)
  - 3 argenti (Ludwigshafen 1975 nei +100 kg; Sofia 1978 nei +100 kg; Łódź 1981 nei +100 kg)